# Chlorissa reductata
Chlorissa reductata là một loài bướm đêm trong họ Geometridae.